# 首都圏電鉄1号線
首都圏電鉄1号線（しゅとけんでんてついちごうせん）は、ソウル首都圏の首都圏電鉄を構成する運行形態の一つである。ラインカラーは紺色（●）。
大韓民国京畿道漣川郡にある漣川駅から京元線・ソウル交通公社1号線・京釜線・長項線を経由し忠清南道牙山市にある新昌駅とを結ぶ運行形態と、九老駅より京仁線を経由し仁川広域市にある仁川駅とを結ぶ運行形態、永登浦駅より京釜線・京釜高速線を経由し光明駅とを結ぶ運行形態、それに餅店駅より餅店基地線を経由し西東灘駅とを結ぶ運行形態から構成される。
京元線の広域電鉄部分を京元電鉄線、京釜線の広域電鉄部分を京釜電鉄線、長項線の広域電鉄部分を長項電鉄線と呼ぶことがある。

## 路線概要
各路線の詳細は各路線項目を参照されたい。
- 京元線
  - 運行距離:61.1km（漣川駅 - 清凉里駅）
  - 電気方式:交流25kV・60Hz、架線集電方式
    - 1974年8月15日【電化・複線化】城北駅 - 清凉里駅[1]
    - 1978年12月9日【電化・複線化】龍山駅 - 清凉里駅[2]
    - 1985年4月20日【電化・複線化】倉洞駅 - 城北駅[3]
    - 1986年9月2日【電化・複線化】議政府駅 - 倉洞駅[4]
    - 1987年10月5日【電化】議政府北部駅 - 議政府駅【駅新設】議政府北部駅[5]
    - 2005年12月16日【運行形態変更】龍山駅 - 清凉里駅を中央電鉄線（現：京義・中央線）へ分離[6]
    - 2006年12月15日【電化・複線化】東豆川駅（旧東安駅） - 佳陵駅（旧議政府北部駅）【複線化】佳陵駅 - 議政府駅【電化】逍遥山駅 - 東豆川駅
    - 2023年12月16日【電化】漣川駅 - 逍遥山駅【駅移設・改称】 青山駅 (旧哨城里駅)【駅廃止】漢灘江駅
    - 未定【新規開業】山北駅、悔亭駅、楊州市庁駅

- ソウル交通公社1号線
  - 運行距離:7.8km（清凉里駅 - ソウル駅）
  - 電気方式:直流1500V、架線集電方式
    - 1974年8月15日【新規開業】清凉里駅 - ソウル駅[7]

- 京釜線
  - 運行距離:96.6km（ソウル駅 - 天安駅）
  - 電気方式:交流25kV・60Hz、架線集電方式
    - 1974年8月15日【電化】ソウル駅 - 水原駅【複々線化】ソウル駅 - 永登浦駅[1]
    - 1981年12月23日【複々線化】永登浦駅 - 水原駅[8]
    - 1991年11月23日【三複線化】永登浦駅 - 九老駅[9]
    - 1994年【三複線化】龍山駅 - 永登浦駅
    - 2003年4月30日【電化・複々線化】水原駅 - 餅店駅[10]
    - 2005年1月20日【電化・複々線化】餅店駅 - 天安駅
    - 2006年12月15日【新規開業】始興駅 - 光明駅
    - 2010年1月21日 【新規開業】堂井駅

- 京仁線
  - 運行距離:27.0km（九老駅 - 仁川駅）
  - 電気方式:交流25kV・60Hz、架線集電方式
    - 1974年8月15日【電化】九老駅 - 仁川駅[1]
    - 1999年1月29日【複々線化】九老駅 - 富平駅[11][12]
    - 2002年3月15日【複々線化】富平駅 - 朱安駅[12]
    - 2005年12月21日【複々線化】朱安駅 - 東仁川駅[12]

- 長項線
  - 運行距離:19.7km（天安駅 - 新昌駅）
  - 電気方式:交流25kV・60Hz、架線集電方式
    - 2008年12月15日【電化・複線化】天安駅 - 新昌駅
    - 2021年10月30日【新規開業】湯井駅
    - 未定【新規開業】豊基駅

- 餅店基地線
  - 運行距離:2.2km（餅店駅 - 西東灘駅）
  - 電気方式:交流25kV・60Hz、架線集電方式
    - 2010年2月26日【新規開業】餅店駅 - 西東灘駅

## 運行形態
北端の漣川駅から南端の新昌駅まで直通する列車はなく、いくつかの系統に分けて運行されている。

### 特急
- 龍山駅 -（京釜線・京仁線）- 東仁川駅
  - 日中時間帯を中心に、1日あたり9往復18本を運行。2017年7月7日より運転開始。後述の急行も含め、京仁線の終点である仁川駅（東仁川駅の一駅先）には乗り入れない。

### 急行
- （京釜A急行)   清凉里駅 -（ソウル交通公社1号線・京釜線）- 天安駅 -（長項線）- 新昌駅
  - 平日に1日当たり12往復24本、土曜日・休日は14往復28本を運行。なお、平日には餅店 - 龍山間の列車が2往復4本を運行。
  - 2013年7月改正で土曜日・休日は午前の天安発龍山行き、夕方の龍山発天安ゆきの1本ずつが停車駅を削減した速達列車とされた。停車駅は加山デジタル団地駅までの各駅と水原駅、平沢駅、斗井駅、天安駅。2016年より、一部列車が新昌駅まで延長。
  - 2019年12月30日改正で平日に1日当たり往復14回から30回まで、休日は23回往復となり、間隔も30分に1本となり、天安行は24往復・新昌(順天郷大)行は6往復、運転するようになり、龍山駅始発だったのが清凉里駅始発に変更となった。また、衿井駅・成均館大駅にも停車するようになり、平日ラッシュ時は衿川区庁駅・義王駅にも停車するようになった。
- （京釜B急行) ソウル駅（地上） -（京釜線）- 天安駅 -（長項線）- 新昌駅
  - 京釜A急行が停車する龍山駅〜新吉駅・(夕方下り1本は永登浦)・新道林駅・九老駅には停車しないが、衿川区庁駅・軍浦駅・義王駅に停車する。
  - 2010年4月1日より日曜日・祝日にも運行したが、2013年現在は平日のみの運行となっている。2016年より、一部列車が新昌駅まで延長。
  - 2019年12月30日のダイヤ改正で一旦廃止となったが、連続遅延を起こしていたために、2020年1月28日、朝ラッシュ時に上り2本、夕ラッシュ時に下り1本を運転する形で復活した。
- （京仁急行）龍山駅 -（京釜線・京仁線）- 東仁川駅
  - 平日のラッシュ時には5 - 8分間隔で、それ以外の時間帯や土曜日・休日には12 - 20分間隔で運行。2010年9月1日より平日の朝に2本の列車はA急行として運行したが、2012年11月1日に廃止された。2016年2月1日に開峰駅と済物浦駅に全列車が停車するようになった。
  - 時間帯によっては九老駅発着の列車が、また早朝・深夜には富川駅や富平駅発着の列車が設定されている。
- （京元急行）東豆川駅 -（京元線）- 光云大駅 -（京元線・ソウル交通公社1号線・京釜線・京仁線）- 仁川駅
  - 光云大駅 - 仁川駅間は各駅停車として運行。急行運転区間の停車駅は、東豆川、東豆川中央、紙杏、徳亭、揚州、議政府、回龍、道峰山、倉洞、光云大。
    - 2007年12月31日までは平日に1日当たり朝ラッシュ時に上り3本・下り4本、夕ラッシュ時に上り4本・下り3本を運行。
    - 2008年1月1日からは1往復2本となっている。
    - 2008年12月1日から急行運転区間を城北駅まで延長。
    - 2013年7月からは2往復4本となっている。
    - 2016年朝ラッシュ時に上り2本・下り3本（東豆川発1本・逍遥山発2本）を運行。
    - 2018年朝ラッシュ時の他に、平日の日中も東豆川駅 - 九老駅・仁川駅間で毎時1本ほど運行している。緩急接続は列車により有無が異なり、ダイヤはパターン化されていない。朝ラッシュ時上りは道峰山駅で先行の各駅停車と緩急接続を行う。
    - 2023年12月16日に1号線そのものは漣川駅まで延伸されたが、逍遥山駅発は全て東豆川駅発となった。
- 龍山駅 -（京釜線）- 九老駅
  - 急行を名乗っているが実際には各駅停車である。
- 永登浦駅 -（京釜線）- 餅店駅
  - 平日に1日あたり朝ラッシュ時に上り2本、夕ラッシュ時に下り2本を運行。途中停車駅は安養駅・水原駅のみで、京釜電鉄線の急行列車の中では停車駅が最も少ない最速列車である。
  - 広域バスの立席禁止措置により、2014年8月25日より運行を開始。
  - 4両編成の韓国鉄道公社319000系電車で運行。
  - 2016年12月9日光明シャトル増便により廃止された。

### 緩行
- 京元線・京仁線系統
  - 漣川駅 -（京元線・ソウル交通公社1号線・京釜線・京仁線）- 仁川駅
  - 光云大駅 - 仁川駅間はラッシュ時には約6分間隔、日中には約10分間隔で運行。
  - 議政府駅、楊州駅、東豆川駅を起終点とする列車が多い。日中は楊州駅以北は30分間隔、逍遥山駅以北は1時間間隔の運行となっている。
- 京釜線・長項線系統
  - 光云大駅 -（京元線・ソウル交通公社1号線・京釜線・餅店基地線）- 西東灘駅
  - 光云大駅 -（京元線）- 清凉里駅 -（ソウル交通公社1号線・京釜線）- 天安駅 -（長項線）- 新昌駅
  - 2つの系統が交互に運行される。両者合わせてラッシュ時は約6分間隔、日中には約10分間隔。
  - 天安駅・新昌駅方面の列車は半数程度が天安駅を起終点としており、長項線区間は日中は40分間隔の運行となっている。
- 光明シャトル
  - 永登浦駅 -（京釜線・京釜高速線）- 光明駅
  - 高速鉄道「KTX」光明駅接続列車として、約60分間隔で運行。

## 歴史
各路線の詳細は、京元線・ソウル交通公社1号線・京仁線・京釜線・長項線・餅店基地線を参照されたい。
日本の技術提供や鉄道車両導入によって開業した韓国最初の地下鉄路線である。
1974年8月15日にソウル市営地下鉄（現在のソウル交通公社）1号線開業と同時に、韓国鉄道庁（現在の韓国鉄道公社）京釜線のソウル駅から水原駅間での区間、京仁線の九老駅から仁川駅までの区間、京元線の清凉里駅から城北駅までの区間が、それぞれ複線化（または複々線化）および電化されて開業、直通運転を開始した。走行方向は、韓国鉄道公社に合わせてソウル交通公社も左側通行となっている。
韓国鉄道公社とソウル交通公社では電化方式が異なる（韓国鉄道公社は交流25kv60Hz、ソウル交通公社は直流1500V）ため、ソウル交通公社に乗り入れる列車は交直流電車が使われている。このため、ソウル駅～南営間と清凉里～回基間にはデッドセクションが設けられており、この区間を通過中の列車は車内照明が一部消灯し、空調が停止する（その旨の自動案内放送も行われている）。
開業時の車両は日本から輸入した1000系電車で、鉄道庁（当時）が126両、ソウル地下鉄（当時）が60両を保有し、6両編成で運転していた。運転間隔は昼間毎時3本（九老駅以南）といった長閑なものであった。運転系統は京釜線電車が清凉里駅から水原駅間での区間、京仁線系統が城北駅から仁川駅間での区間を運行し、地下鉄が保有する車両はどちらも清凉里駅発着だった。
その後、利用者が伸びたため列車本数が増加され、路線の拡充に伴って車両数は1000両を超え、10両編成に増強された。運転系統も議政府駅から仁川駅までの区間と、城北駅から水原駅までの区間となり、地下鉄が保有する車両もラッシュ時を中心に清凉里駅から城北駅まで乗り入れることもあった。
しばらくは鉄道庁側の車両のみが6両編成で清凉里駅まで直通運転を行っていたが、京元線・京仁線・京釜線を経てソウル交通公社1号線に直通運転を開始すると、車両は2000系電車10両編成となって清凉里駅への直通運転は廃止された。
もともと京釜電鉄線系統の列車は、清凉里駅以北の線路容量の関係で清凉里駅止まりになっていた。しかし、2005年12月16日に龍山駅から回基駅までの区間を中央電鉄線に組み込んだことで線路容量に余裕ができたため、餅店駅始終着の列車の大半が城北駅まで乗り入れるようになった。
2006年12月15日に京元線の広域電鉄区間が延伸されたとともに、京釜線の衿川区庁駅（旧始興駅）からKTX京釜高速線光明駅への通勤電車「光明シャトル」の乗り入れを新たに開始した。
2022年8月8日、集中豪雨のため朱安駅から道禾駅にかけた一帯が冠水。徐行運転を行った。

## 駅一覧
広域電鉄1号線では、京釜電鉄線と京仁線で複々線を使用した急行運転を行っている。
詳細は急行列車 (韓国)を参照。

### 京元本線・ソウル交通公社1号線・京釜本線・長項線
| 駅番号 | 駅名                                 | 駅名                               | 駅名                                                                  | 駅間 キロ (km) | 累計 キロ (km) | 京仁特急             | 京元急行             | 京仁急行             | 京釜A急行   | 京釜B急行 | 接続路線 | 所在地       | 所在地        | 所在地        | 線籍上の路線名      |
| 駅番号 | 日本語                               | ハングル                           | 英語                                                                  | 駅間 キロ (km) | 累計 キロ (km) | 京仁特急             | 京元急行             | 京仁急行             | 京釜A急行   | 京釜B急行 | 接続路線 | 所在地       | 所在地        | 所在地        | 線籍上の路線名      |
| ------ | ------------------------------------ | ---------------------------------- | --------------------------------------------------------------------- | -------------- | -------------- | -------------------- | -------------------- | -------------------- | ----------- | --------- | --- | ------------ | ------------- | ------------- | ------------------- |
| 100-3  | 漣川駅                               | 연천역                             | Yeoncheon                                                             | 0.0            | 0.0            | 運 行 な し          | 運 行 な し          | 運 行 な し          | 運 行 な し | 運行なし  | 韓国鉄道公社：京元本線（旅客営業休止） | 京畿道       | 漣川郡        | 漣川郡        | 京元本線            |
| 100-2  | 全谷駅                               | 전곡역                             | Jeongok                                                               | 8.7            | 8.7            | 運 行 な し          | 運 行 な し          | 運 行 な し          | 運 行 な し | 運行なし  | | 京畿道       | 漣川郡        | 漣川郡        | 京元本線            |
| 100-1  | 青山駅                               | 청산역                             | Cheongsan                                                             | 3.3            | 12.0           | 運 行 な し          | 運 行 な し          | 運 行 な し          | 運 行 な し | 運行なし  | | 京畿道       | 漣川郡        | 漣川郡        | 京元本線            |
| 100    | 逍遥山駅                             | 소요산역                           | Soyosan                                                               | 5.8            | 17.8           | 運 行 な し          | 運 行 な し          | 運 行 な し          | 運 行 な し | 運行なし  | | 京畿道       | 東豆川市      | 東豆川市      | 京元本線            |
| 101    | 東豆川駅                             | 동두천역                           | Dongducheon                                                           | 2.5            | 20.3           | 運 行 な し          | ◎                    | 運 行 な し          | 運 行 な し | 運行なし  | | 京畿道       | 東豆川市      | 東豆川市      | 京元本線            |
| 102    | 保山駅                               | 보산역                             | Bosan                                                                 | 1.6            | 21.9           | 運 行 な し          | \|                   | 運 行 な し          | 運 行 な し | 運行なし  | | 京畿道       | 東豆川市      | 東豆川市      | 京元本線            |
| 103    | 東豆川中央駅 (漢北大)                | 동두천중앙역 (한북대)              | Dongducheonjungang (Hanbuk Univ.)                                     | 1.4            | 23.3           | 運 行 な し          | ●                    | 運 行 な し          | 運 行 な し | 運行なし  | | 京畿道       | 東豆川市      | 東豆川市      | 京元本線            |
| 104    | 紙杏駅                               | 지행역                             | Jihaeng                                                               | 1.0            | 24.3           | 運 行 な し          | ●                    | 運 行 な し          | 運 行 な し | 運行なし  | | 京畿道       | 東豆川市      | 東豆川市      | 京元本線            |
| 105    | 徳亭駅 (瑞靖大学)                    | 덕정역 (서정대학)                  | Deokjeong (Seojeong College)                                          | 5.6            | 29.9           | 運 行 な し          | ●                    | 運 行 な し          | 運 行 な し | 運行なし  | | 京畿道       | 楊州市        | 楊州市        | 京元本線            |
|        | 悔亭駅(仮称)                         | 회정역                             | Hoejeong                                                              |                |                | 運 行 な し          | \|                   | 運 行 な し          | 運 行 な し | 運行なし  | | 京畿道       | 楊州市        | 楊州市        | 京元本線            |
| 106    | 徳渓駅                               | 덕계역                             | Deokgye                                                               | 2.9            | 32.8           | 運 行 な し          | \|                   | 運 行 な し          | 運 行 な し | 運行なし  | | 京畿道       | 楊州市        | 楊州市        | 京元本線            |
|        | 山北駅(仮称)                         | 산북역                             | Sanbuk                                                                |                |                | 運 行 な し          | \|                   | 運 行 な し          | 運 行 な し | 運行なし  | | 京畿道       | 楊州市        | 楊州市        | 京元本線            |
|        | 楊州市庁駅(仮称)                     | 양주시청역                         | Yangju City Hall                                                      |                |                | 運 行 な し          | \|                   | 運 行 な し          | 運 行 な し | 運行なし  | | 京畿道       | 楊州市        | 楊州市        | 京元本線            |
| 107    | 楊州駅                               | 양주역                             | Yangju                                                                | 5.3            | 38.1           | 運 行 な し          | ●                    | 運 行 な し          | 運 行 な し | 運行なし  | | 京畿道       | 楊州市        | 楊州市        | 京元本線            |
| 108    | 緑楊駅                               | 녹양역                             | Nogyang                                                               | 1.6            | 39.7           | 運 行 な し          | \|                   | 運 行 な し          | 運 行 な し | 運行なし  | | 京畿道       | 議政府市      | 議政府市      | 京元本線            |
| 109    | 佳陵駅                               | 가능역                             | Ganeung                                                               | 1.3            | 41.0           | 運 行 な し          | \|                   | 運 行 な し          | 運 行 な し | 運行なし  | | 京畿道       | 議政府市      | 議政府市      | 京元本線            |
| 110    | 議政府駅                             | 의정부역                           | Uijeongbu                                                             | 1.2            | 42.2           | 運 行 な し          | ●                    | 運 行 な し          | 運 行 な し | 運行なし  | 韓国鉄道公社：郊外線 | 京畿道       | 議政府市      | 議政府市      | 京元本線            |
| 111    | 回龍駅                               | 회룡역                             | Hoeryong                                                              | 1.6            | 43.8           | 運 行 な し          | ●                    | 運 行 な し          | 運 行 な し | 運行なし  | 議政府軽電鉄：議政府軽電鉄 (U111) | 京畿道       | 議政府市      | 議政府市      | 京元本線            |
| 112    | 望月寺駅 (信興大学)                  | 망월사역 (신흥대학)                | Mangwolsa (Shinheung College)                                         | 1.4            | 45.2           | 運 行 な し          | \|                   | 運 行 な し          | 運 行 な し | 運行なし  | | 京畿道       | 議政府市      | 議政府市      | 京元本線            |
| 113    | 道峰山駅                             | 도봉산역                           | Dobongsan                                                             | 2.3            | 47.5           | 運 行 な し          | ●                    | 運 行 な し          | 運 行 な し | 運行なし  | ソウル交通公社：7号線 (710) | ソウル特別市 | 道峰区        | 道峰区        | 京元本線            |
| 114    | 道峰駅                               | 도봉역                             | Dobong                                                                | 1.2            | 48.7           | 運 行 な し          | \|                   | 運 行 な し          | 運 行 な し | 運行なし  | | ソウル特別市 | 道峰区        | 道峰区        | 京元本線            |
| 115    | 放鶴駅 (道峰区庁)                    | 방학역 (도봉구청)                  | Banghak (Dobong-gu Office)                                            | 1.3            | 50.0           | 運 行 な し          | \|                   | 運 行 な し          | 運 行 な し | 運行なし  | | ソウル特別市 | 道峰区        | 道峰区        | 京元本線            |
| 116    | 倉洞駅                               | 창동역                             | Chang-dong                                                            | 1.7            | 51.7           | 運 行 な し          | ●                    | 運 行 な し          | 運 行 な し | 運行なし  | ソウル交通公社：4号線（地下鉄4号線） (412) | ソウル特別市 | 道峰区        | 道峰区        | 京元本線            |
| 117    | 鹿川駅                               | 녹천역                             | Nokcheon                                                              | 1.0            | 52.7           | 運 行 な し          | \|                   | 運 行 な し          | 運 行 な し | 運行なし  | | ソウル特別市 | 道峰区        | 道峰区        | 京元本線            |
| 118    | 月渓駅 (仁徳大学)                    | 월계역 (인덕대학)                  | Wolgye (Induk Institute of Technology)                                | 1.4            | 54.1           | 運 行 な し          | \|                   | 運 行 な し          | 運 行 な し | 運行なし  | | ソウル特別市 | 芦原区        | 芦原区        | 京元本線            |
| 119    | 光云大駅                             | 광운대역                           | Kwangwoon Univ.                                                       | 1.1            | 55.2           | 運 行 な し          | ●                    | 運 行 な し          | 運 行 な し | 運行なし  | 韓国鉄道公社：京春線（忘憂線） | ソウル特別市 | 芦原区        | 芦原区        | 京元本線            |
| 120    | 石渓駅                               | 석계역                             | Seokgye                                                               | 1.1            | 56.3           | 運 行 な し          | ●                    | 運 行 な し          | 運 行 な し | 運行なし  | ソウル交通公社：6号線 (644) | ソウル特別市 | 芦原区        | 芦原区        | 京元本線            |
| 121    | 新里門駅 (韓国芸術総合学校)          | 신이문역 (한국예술종합학교)        | Sinimun (Korea Nat'l Univ. of Arts)                                   | 1.4            | 57.7           | 運 行 な し          | ●                    | 運 行 な し          | 運 行 な し | 運行なし  | | ソウル特別市 | 東大門区      | 東大門区      | 京元本線            |
| 122    | 外大前駅                             | 외대앞역                           | Hankuk Univ. of Foreign Studies                                       | 0.8            | 58.5           | 運 行 な し          | ●                    | 運 行 な し          | 運 行 な し | 運行なし  | | ソウル特別市 | 東大門区      | 東大門区      | 京元本線            |
| 123    | 回基駅                               | 회기역                             | Hoegi                                                                 | 0.8            | 59.3           | 運 行 な し          | ●                    | 運 行 な し          | 運 行 な し | 運行なし  | 韓国鉄道公社：京義・中央線・京春線 (K118) | ソウル特別市 | 東大門区      | 東大門区      | 京元本線            |
| 124    | 清凉里(ソウル市立大入口)駅           | 청량리(서울시립대입구)역           | Cheongnyangni (Univ. of Seoul)                                        | 1.4            | 60.7           | 運 行 な し          | ●                    | 運 行 な し          | ◎           | 運行なし  | 韓国鉄道公社：中央本線（一般旅客列車） · 京義・中央線・京春線 (K117) · 水仁・盆唐線 (K209)                                                                                    | ソウル特別市 | 東大門区      | 東大門区      | 京元本線            |
| 124    | 清凉里(ソウル市立大入口)駅           | 청량리(서울시립대입구)역           | Cheongnyangni (Univ. of Seoul)                                        | 1.4            | 60.7           | 運 行 な し          | ●                    | 運 行 な し          | ◎           | 運行なし  | 韓国鉄道公社：中央本線（一般旅客列車） · 京義・中央線・京春線 (K117) · 水仁・盆唐線 (K209)                                                                                    | ソウル特別市 | 東大門区      | 東大門区      | ソウル交通公社1号線 |
| 125    | 祭基洞駅                             | 제기동역                           | Jegi-dong                                                             | 1.0            | 61.7           | 運 行 な し          | ●                    | 運 行 な し          | ●           | 運行なし  | | ソウル特別市 | 東大門区      | 東大門区      |                     |
| 126    | 新設洞駅                             | 신설동역                           | Sinseol-dong                                                          | 0.9            | 62.6           | 運 行 な し          | ●                    | 運 行 な し          | ●           | 運行なし  | ソウル交通公社：2号線聖水支線 (211-4) 牛耳新設軽電鉄：牛耳新設線 (S122) | ソウル特別市 | 東大門区      | 東大門区      |                     |
| 127    | 東廟前駅                             | 동묘앞역                           | Dongmyo                                                               | 0.7            | 63.3           | 運 行 な し          | ●                    | 運 行 な し          | ●           | 運行なし  | ソウル交通公社：6号線 (636) | ソウル特別市 | 鐘路区        | 鐘路区        |                     |
| 128    | 東大門駅                             | 동대문역                           | Dongdaemun                                                            | 0.6            | 63.9           | 運 行 な し          | ●                    | 運 行 な し          | ●           | 運行なし  | ソウル交通公社：4号線（地下鉄4号線） (421) | ソウル特別市 | 鐘路区        | 鐘路区        |                     |
| 129    | 鐘路5街駅                            | 종로5가역                          | Jongno 5(o)-ga                                                        | 0.8            | 64.7           | 運 行 な し          | ●                    | 運 行 な し          | ●           | 運行なし  | | ソウル特別市 | 鐘路区        | 鐘路区        |                     |
| 130    | 鐘路3街駅                            | 종로3가역                          | Jongno 3(sam)-ga                                                      | 0.9            | 65.6           | 運 行 な し          | ●                    | 運 行 な し          | ●           | 運行なし  | ソウル交通公社：3号線（地下鉄3号線）(329)・5号線 (534) | ソウル特別市 | 鐘路区        | 鐘路区        |                     |
| 131    | 鐘閣駅                               | 종각역                             | Jonggak                                                               | 0.8            | 66.4           | 運 行 な し          | ●                    | 運 行 な し          | ●           | 運行なし  | | ソウル特別市 | 鐘路区        | 鐘路区        |                     |
| 132    | 市庁駅                               | 시청역                             | City Hall                                                             | 1.0            | 67.4           | 運 行 な し          | ●                    | 運 行 な し          | ●           | 運行なし  | ソウル交通公社：2号線 (201) | ソウル特別市 | 中区          | 中区          |                     |
| 133    | 「ソウル駅」駅（地下）               | 서울역                             | Seoul Station                                                         | 1.1            | 68.5           | 運 行 な し          | ●                    | 運 行 な し          | ●           | 運行なし  | ソウル交通公社：4号線（地下鉄4号線） (426) · 韓国鉄道公社：KTX · 京釜本線（一般旅客列車） · 京義本線（一般旅客列車） · 京義・中央線 (P313) · 空港鉄道：仁川国際空港鉄道 (A01) | ソウル特別市 | 中区          | 中区          |                     |
| 133    | ソウル駅（地上)                      | 서울역                             | Seoul Station                                                         | 1.1            | 68.5           | 運 行 な し          | \|\|                 | 運 行 な し          | \|\|        | ◎         | ソウル交通公社：4号線（地下鉄4号線） (426) · 韓国鉄道公社：KTX · 京釜本線（一般旅客列車） · 京義本線（一般旅客列車） · 京義・中央線 (P313) · 空港鉄道：仁川国際空港鉄道 (A01) | ソウル特別市 | 龍山区        | 龍山区        | 京釜本線            |
| 134    | 南営駅                               | 남영역                             | Namyeong                                                              | 1.7            | 70.2           | 運 行 な し          | ●                    | 運 行 な し          | ●           | \|        | | ソウル特別市 | 龍山区        | 龍山区        | 京釜本線            |
| 135    | 龍山駅                               | 용산역                             | Yongsan                                                               | 1.5            | 71.7           | ◎                    | ●                    | ◎                    | ●           | \|        | 韓国鉄道公社：KTX · 京釜本線（一般旅客列車） · 京義・中央線 (K110) | ソウル特別市 | 龍山区        | 龍山区        | 京釜本線            |
| 136    | 鷺梁津駅                             | 노량진역                           | Noryangjin                                                            | 2.6            | 74.3           | ●                    | ●                    | ●                    | ●           | \|        | ソウル市メトロ9号線（企業）：9号線 (917) | ソウル特別市 | 銅雀区        | 銅雀区        | 京釜本線            |
| 137    | 大方駅                               | 대방역                             | Daebang                                                               | 1.5            | 75.8           | \|                   | ●                    | ●                    | ●           | \|        | 南ソウル軽電鉄：新林線 (S402) | ソウル特別市 | 永登浦区      | 永登浦区      | 京釜本線            |
| 138    | 新吉駅                               | 신길역                             | Singil                                                                | 0.8            | 76.6           | \|                   | ●                    | ●                    | ●           | \|        | ソウル交通公社：5号線 (525) | ソウル特別市 | 永登浦区      | 永登浦区      | 京釜本線            |
| 139    | 永登浦駅                             | 영등포역                           | Yeongdeungpo                                                          | 1.0            | 77.6           | ●                    | ●                    | ●                    | ●           | ▲         | 韓国鉄道公社：京釜本線（一般旅客列車） | ソウル特別市 | 永登浦区      | 永登浦区      | 京釜本線            |
| 140    | 新道林駅                             | 신도림역                           | Sindorim                                                              | 1.5            | 79.1           | ●                    | ●                    | ●                    | ●           | \|        | ソウル交通公社：2号線・2号線新亭支線 (234) | ソウル特別市 | 九老区        | 九老区        | 京釜本線            |
| 141    | 九老駅                               | 구로역                             | Guro                                                                  | 1.1            | 80.2           | ●                    | ●                    | ◎                    | ●           | \|        | 韓国鉄道公社：京仁線（直通運転） | ソウル特別市 | 九老区        | 九老区        | 京釜本線            |
| P142   | 加山デジタル団地駅                   | 가산디지털단지역                   | Gasan Digital Complex                                                 | 2.4            | 82.6           | 京 仁 線 直 通 運 転 | 京 仁 線 直 通 運 転 | 京 仁 線 直 通 運 転 | ●           | \|        | ソウル交通公社：7号線 (746) | ソウル特別市 | 衿川区        | 衿川区        | 京釜本線            |
| P143   | 禿山駅 (下安洞入口)                  | 독산역 (하안동입구)                | Doksan (Haan-dong)                                                    | 2.0            | 84.6           | 京 仁 線 直 通 運 転 | 京 仁 線 直 通 運 転 | 京 仁 線 直 通 運 転 | \|          | \|        | | ソウル特別市 | 衿川区        | 衿川区        | 京釜本線            |
| P144   | 衿川区庁駅                           | 금천구청역                         | Geumcheon-gu Office                                                   | 1.2            | 85.8           | 京 仁 線 直 通 運 転 | 京 仁 線 直 通 運 転 | 京 仁 線 直 通 運 転 | ◇           | ●         | 韓国鉄道公社：京釜高速線（KTX光明駅 (P144-1)へ直通運転） | ソウル特別市 | 衿川区        | 衿川区        | 京釜本線            |
| P145   | 石水駅                               | 석수역                             | Seoksu                                                                | 2.3            | 88.1           | 京 仁 線 直 通 運 転 | 京 仁 線 直 通 運 転 | 京 仁 線 直 通 運 転 | \|          | \|        | | 京畿道       | 安養市 万安区 | 安養市 万安区 | 京釜本線            |
| P146   | 冠岳駅 (安養芸術公園)                | 관악역 (안양예술공원)              | Gwanak (Anyang Arts Park)                                             | 1.9            | 90.0           | 京 仁 線 直 通 運 転 | 京 仁 線 直 通 運 転 | 京 仁 線 直 通 運 転 | \|          | \|        | | 京畿道       | 安養市 万安区 | 安養市 万安区 | 京釜本線            |
| P147   | 安養駅                               | 안양역                             | Anyang                                                                | 2.4            | 92.4           | 京 仁 線 直 通 運 転 | 京 仁 線 直 通 運 転 | 京 仁 線 直 通 運 転 | ●           | ●         | 韓国鉄道公社：京釜本線（一般旅客列車） | 京畿道       | 安養市 万安区 | 安養市 万安区 | 京釜本線            |
| P148   | 鳴鶴駅 (聖潔大前)                    | 명학역 (성결대앞)                  | Myeonghak (Sungkyul Univ.)                                            | 2.2            | 94.6           | 京 仁 線 直 通 運 転 | 京 仁 線 直 通 運 転 | 京 仁 線 直 通 運 転 | \|          | \|        | | 京畿道       | 安養市 万安区 | 安養市 万安区 | 京釜本線            |
| P149   | 衿井駅                               | 금정역                             | Geumjeong                                                             | 1.4            | 96.0           | 京 仁 線 直 通 運 転 | 京 仁 線 直 通 運 転 | 京 仁 線 直 通 運 転 | ●           | \|        | 韓国鉄道公社：4号線（果川線・安山線） (443) | 京畿道       | 軍浦市        | 軍浦市        | 京釜本線            |
| P150   | 軍浦駅                               | 군포역                             | Gunpo                                                                 | 2.2            | 98.2           | 京 仁 線 直 通 運 転 | 京 仁 線 直 通 運 転 | 京 仁 線 直 通 運 転 | \|          | ●         | | 京畿道       | 軍浦市        | 軍浦市        | 京釜本線            |
| P151   | 堂井駅 (韓世大)                      | 당정역 (한세대)                    | Dangjeong (Hansei Univ.)                                              | 1.6            | 99.8           | 京 仁 線 直 通 運 転 | 京 仁 線 直 通 運 転 | 京 仁 線 直 通 運 転 | \|          | \|        | | 京畿道       | 軍浦市        | 軍浦市        | 京釜本線            |
| P152   | 義王駅 (鉄道大学)                    | 의왕역 (철도대학)                  | Uiwang (Korea Railroad College)                                       | 2.6            | 102.4          | 京 仁 線 直 通 運 転 | 京 仁 線 直 通 運 転 | 京 仁 線 直 通 運 転 | ◇           | ●         | 韓国鉄道公社：南部貨物基地線（貨物線） | 京畿道       | 義王市        | 義王市        | 京釜本線            |
| P153   | 成均館大駅                           | 성균관대역                         | Sungkyunkwan Univ.                                                    | 2.9            | 105.3          | 京 仁 線 直 通 運 転 | 京 仁 線 直 通 運 転 | 京 仁 線 直 通 運 転 | ●           | ●         | | 京畿道       | 水原市        | 長安区        | 京釜本線            |
| P154   | 華西駅                               | 화서역                             | Hwaseo                                                                | 2.6            | 107.9          | 京 仁 線 直 通 運 転 | 京 仁 線 直 通 運 転 | 京 仁 線 直 通 運 転 | \|          | \|        | | 京畿道       | 水原市        | 八達区        | 京釜本線            |
| P155   | 水原駅                               | 수원역                             | Suwon                                                                 | 2.1            | 110.0          | 京 仁 線 直 通 運 転 | 京 仁 線 直 通 運 転 | 京 仁 線 直 通 運 転 | ●           | ●         | 韓国鉄道公社：京釜本線（一般旅客列車） · 水仁・盆唐線 (K245) · 水原都市鉄道1号線（計画中）                                                                                    | 京畿道       | 水原市        | 八達区        | 京釜本線            |
| P156   | 細柳駅                               | 세류역                             | Seryu                                                                 | 2.9            | 112.9          | 京 仁 線 直 通 運 転 | 京 仁 線 直 通 運 転 | 京 仁 線 直 通 運 転 | \|          | \|        | | 京畿道       | 水原市        | 勧善区        | 京釜本線            |
| P157   | 餅店駅 (韓神大)                      | 병점역 (한신대)                    | Byeongjeom (Hanshin Univ.)                                            | 4.3            | 117.2          | 京 仁 線 直 通 運 転 | 京 仁 線 直 通 運 転 | 京 仁 線 直 通 運 転 | ●           | ●         | 韓国鉄道公社：餅店基地線（西東灘駅 (P157-1)へ直通運転） | 京畿道       | 華城市        | 華城市        | 京釜本線            |
| P158   | 洗馬駅                               | 세마역                             | Sema                                                                  | 2.4            | 119.6          | 京 仁 線 直 通 運 転 | 京 仁 線 直 通 運 転 | 京 仁 線 直 通 運 転 | \|          | \|        | | 京畿道       | 烏山市        | 烏山市        | 京釜本線            |
| P159   | 烏山大駅                             | 오산대역                           | Osan College                                                          | 2.7            | 122.3          | 京 仁 線 直 通 運 転 | 京 仁 線 直 通 運 転 | 京 仁 線 直 通 運 転 | \|          | \|        | | 京畿道       | 烏山市        | 烏山市        | 京釜本線            |
| P160   | 烏山駅                               | 오산역                             | Osan                                                                  | 2.7            | 125.0          | 京 仁 線 直 通 運 転 | 京 仁 線 直 通 運 転 | 京 仁 線 直 通 運 転 | ●           | ●         | 韓国鉄道公社：京釜本線（一般旅客列車） | 京畿道       | 烏山市        | 烏山市        | 京釜本線            |
| P161   | 振威駅                               | 진위역                             | Jinwi                                                                 | 4.0            | 129.0          | 京 仁 線 直 通 運 転 | 京 仁 線 直 通 運 転 | 京 仁 線 直 通 運 転 | \|          | \|        | | 京畿道       | 平沢市        | 平沢市        | 京釜本線            |
| P162   | 松炭駅                               | 송탄역                             | Songtan                                                               | 3.8            | 132.8          | 京 仁 線 直 通 運 転 | 京 仁 線 直 通 運 転 | 京 仁 線 直 通 運 転 | \|          | \|        | | 京畿道       | 平沢市        | 平沢市        | 京釜本線            |
| P163   | 西井里駅 (国際大学)                  | 서정리역 (국제대학)                | Seojeong-ri (Kookje College)                                          | 2.2            | 135.0          | 京 仁 線 直 通 運 転 | 京 仁 線 直 通 運 転 | 京 仁 線 直 通 運 転 | ●           | ●         | 韓国鉄道公社：京釜本線（一般旅客列車） | 京畿道       | 平沢市        | 平沢市        | 京釜本線            |
| P164   | 平沢芝制駅 (韓国福祉大学)            | 평택지제역 (한국복지대학)          | PyeongtaekJije (Korea National College Of Rehabilitation And Welfare) | 4.8            | 139.8          | 京 仁 線 直 通 運 転 | 京 仁 線 直 通 運 転 | 京 仁 線 直 通 運 転 | \|          | \|        | 韓国鉄道公社：平沢三角線（貨物線） SR：水西平沢高速線（SRT） | 京畿道       | 平沢市        | 平沢市        | 京釜本線            |
| P165   | 平沢駅                               | 평택역                             | Pyeongtaek                                                            | 3.7            | 143.5          | 京 仁 線 直 通 運 転 | 京 仁 線 直 通 運 転 | 京 仁 線 直 通 運 転 | ●           | ●         | 韓国鉄道公社：京釜本線（一般旅客列車） 平沢線（貨物線）・平沢直結線（貨物線）                                                                                                 | 京畿道       | 平沢市        | 平沢市        | 京釜本線            |
| P166   | 成歓駅 (南ソウル大)                  | 성환역 (남서울대)                  | Seonghwan (Namseoul Univ.)                                            | 9.4            | 152.9          | 京 仁 線 直 通 運 転 | 京 仁 線 直 通 運 転 | 京 仁 線 直 通 運 転 | ●           | ●         | 韓国鉄道公社：京釜本線（一般旅客列車） | 忠清南道     | 天安市        | 西北区        | 京釜本線            |
| P167   | 稷山駅 (忠南テクノパーク)            | 직산역 (충남테크노파크)            | Jiksan (Chungnam Techno Park)                                         | 5.4            | 158.3          | 京 仁 線 直 通 運 転 | 京 仁 線 直 通 運 転 | 京 仁 線 直 通 運 転 | \|          | \|        | | 忠清南道     | 天安市        | 西北区        | 京釜本線            |
| P168   | 斗井駅                               | 두정역                             | Dujeong                                                               | 3.8            | 162.1          | 京 仁 線 直 通 運 転 | 京 仁 線 直 通 運 転 | 京 仁 線 直 通 運 転 | ●           | ●         | | 忠清南道     | 天安市        | 西北区        | 京釜本線            |
| P169   | 天安駅                               | 천안역                             | Cheonan                                                               | 3.0            | 165.1          | 京 仁 線 直 通 運 転 | 京 仁 線 直 通 運 転 | 京 仁 線 直 通 運 転 | ◎           | ◎         | 韓国鉄道公社：京釜本線・長項線（一般旅客列車） | 忠清南道     | 天安市        | 東南区        | 京釜本線            |
| P169   | 天安駅                               | 천안역                             | Cheonan                                                               | 3.0            | 165.1          | 京 仁 線 直 通 運 転 | 京 仁 線 直 通 運 転 | 京 仁 線 直 通 運 転 | ◎           | ◎         | 韓国鉄道公社：京釜本線・長項線（一般旅客列車） | 忠清南道     | 天安市        | 東南区        | 長項線              |
| P170   | 鳳鳴駅 (順天郷大病院)                | 봉명역 (순천향대병원)              | Bongmyeong (Soonchunhyang Univ. Hospital)                             | 1.5            | 166.6          | 京 仁 線 直 通 運 転 | 京 仁 線 直 通 運 転 | 京 仁 線 直 通 運 転 | ●           | ●         | | 忠清南道     | 天安市        | 東南区        |                     |
| P171   | 双龍(ナザレン大)駅                   | 쌍용(나사렛대)역                   | Ssangyong (Korea Nazarene Univ.)                                      | 1.5            | 168.1          | 京 仁 線 直 通 運 転 | 京 仁 線 直 通 運 転 | 京 仁 線 直 通 運 転 | ●           | ●         | | 忠清南道     | 天安市        | 西北区        |                     |
| P172   | 牙山駅 (鮮文大)                      | 아산역 (선문대)                    | Asan (Sun Moon Univ.)                                                 | 1.5            | 169.6          | 京 仁 線 直 通 運 転 | 京 仁 線 直 通 運 転 | 京 仁 線 直 通 運 転 | ●           | ●         | 韓国鉄道公社：長項線（一般旅客列車）・KTX・SRT（天安牙山駅） | 忠清南道     | 牙山市        | 牙山市        |                     |
| P173   | 湯井駅                               | 탕정역                             | Tangjeong                                                             | 1.8            | 171.4          | 京 仁 線 直 通 運 転 | 京 仁 線 直 通 運 転 | 京 仁 線 直 通 運 転 | ●           | ●         | | 忠清南道     | 牙山市        | 牙山市        |                     |
| P174   | 排芳駅 (湖西大)                      | 배방역 (호서대)                    | Baebang (Hoseo Univ.)                                                 | 3.1            | 174.5          | 京 仁 線 直 通 運 転 | 京 仁 線 直 通 運 転 | 京 仁 線 直 通 運 転 | ●           | ●         | | 忠清南道     | 牙山市        | 牙山市        |                     |
| P175   | 豊基駅(仮称)                         | 풍기역                             | Punggi                                                                |                |                | 京 仁 線 直 通 運 転 | 京 仁 線 直 通 運 転 | 京 仁 線 直 通 運 転 | \|          | \|        | | 忠清南道     | 牙山市        | 牙山市        |                     |
| P176   | 温陽温泉駅                           | 온양온천역                         | Onyangoncheon                                                         | 4.9            | 179.4          | 京 仁 線 直 通 運 転 | 京 仁 線 直 通 運 転 | 京 仁 線 直 通 運 転 | ●           | ●         | 韓国鉄道公社：長項線（一般旅客列車） | 忠清南道     | 牙山市        | 牙山市        |                     |
| P177   | 新昌(順天郷大)駅 (韓国ポリテク4大学) | 신창(순천향대)역 (한국폴리텍Ⅳ대학) | Sinchang (Soonchunhyang Univ.) (Korea Polytechnic IV Colleges)        | 5.1            | 184.5          | 京 仁 線 直 通 運 転 | 京 仁 線 直 通 運 転 | 京 仁 線 直 通 運 転 | ◎           | ◎         | 韓国鉄道公社：長項線（ヌリロ） | 忠清南道     | 牙山市        | 牙山市        |                     |

### 京仁線
| 駅番号 | 駅名                                  | 駅名                               | 駅名                                                               | 駅間 キロ (km) | 累計 キロ (km) | 京仁特急 | 京元急行 | 京仁急行 | 接続路線                                  | 所在地              | 所在地              |
| 駅番号 | 日本語                                | ハングル                           | 英語                                                               | 駅間 キロ (km) | 累計 キロ (km) | 京仁特急 | 京元急行 | 京仁急行 | 接続路線                                  | 所在地              | 所在地              |
| ------ | ------------------------------------- | ---------------------------------- | ------------------------------------------------------------------ | -------------- | -------------- | -------- | -------- | -------- | ----------------------------------------- | ------------------- | ------------------- |
| 141    | 九老駅                                | 구로역                             | Guro                                                               | 1.1            | 80.2           | ●        | ●        | ◎        | 韓国鉄道公社：京釜本線（直通運転）        | ソウル特別市 九老区 | ソウル特別市 九老区 |
| 142    | 九一駅 (東洋未来大学)                 | 구일역 (동양미래대학)              | Guil (Dongyang Technical College)                                  | 1.4            | 81.6           | \|       | ●        | \|       |                                           | ソウル特別市 九老区 | ソウル特別市 九老区 |
| 143    | 開峰駅 (韓栄神大)                     | 개봉역 (한영신대)                  | Gaebong (Hanyoung Theological Univ.)                               | 1.0            | 82.6           | \|       | ●        | ●        |                                           | ソウル特別市 九老区 | ソウル特別市 九老区 |
| 144    | 梧柳洞駅                              | 오류동역                           | Oryu-dong                                                          | 1.3            | 83.9           | \|       | ●        | \|       |                                           | ソウル特別市 九老区 | ソウル特別市 九老区 |
| 145    | 温水駅 (聖公会大)                     | 온수역 (성공회대)                  | Onsu (Sungkonghoe Univ.)                                           | 1.9            | 85.8           | \|       | ●        | \|       | ソウル交通公社・仁川交通公社：7号線 (750) | ソウル特別市 九老区 | ソウル特別市 九老区 |
| 146    | 駅谷駅 (カトリック大)                 | 역곡역 (가톨릭대)                  | Yeokgok (The Catholic Univ. of Korea)                              | 1.3            | 87.1           | ●        | ●        | ●        |                                           | 京畿道 富川市       | 遠美区              |
| 147    | 素砂駅 (ソウル神大)                   | 소사역 (서울신대)                  | Sosa (Seoul Theological Univ.)                                     | 1.5            | 88.6           | \|       | ●        | \|       | 西海鉄道：西海線 (S16)                    | 京畿道 富川市       | 素砂区              |
| 148    | 富川駅 (富川大入口)                   | 부천역 (부천대입구)                | Bucheon (Bucheon Univ.)                                            | 1.1            | 89.7           | ●        | ●        | ◎        |                                           | 京畿道 富川市       | 素砂区              |
| 149    | 中洞駅                                | 중동역                             | Jung-dong                                                          | 1.7            | 91.4           | \|       | ●        | \|       |                                           | 京畿道 富川市       | 素砂区              |
| 150    | 松内駅                                | 송내역                             | Songnae                                                            | 1.0            | 92.4           | ●        | ●        | ●        |                                           | 京畿道 富川市       | 素砂区              |
| 151    | 富開駅                                | 부개역                             | Bugae                                                              | 1.2            | 93.6           | \|       | ●        | \|       |                                           | 仁川広域市          | 富平区              |
| 152    | 富平駅 (カトリック大仁川聖母病院)     | 부평역 (가톨릭대 인천성모병원)     | Bupyeong (The Catholic Univ. of Korea Incheon St. Mary's Hospital) | 1.5            | 95.1           | ●        | ●        | ◎        | 仁川交通公社：仁川1号線 (I120)            | 仁川広域市          | 富平区              |
| 153    | 白雲駅                                | 백운역                             | Baegun                                                             | 1.7            | 96.8           | \|       | ●        | \|       |                                           | 仁川広域市          | 富平区              |
| 154    | 銅岩駅                                | 동암역                             | Dongam                                                             | 1.5            | 98.3           | \|       | ●        | ●        |                                           | 仁川広域市          | 富平区              |
| 155    | 間石駅                                | 간석역                             | Ganseok                                                            | 1.2            | 99.5           | \|       | ●        | \|       |                                           | 仁川広域市          | 南洞区              |
| 156    | 朱安駅                                | 주안역                             | Juan                                                               | 1.2            | 100.7          | ●        | ●        | ●        | 仁川交通公社：仁川2号線 (I218)            | 仁川広域市          | 弥鄒忽区            |
| 157    | 道禾駅                                | 도화역                             | Dohwa                                                              | 1.0            | 101.7          | \|       | ●        | \|       |                                           | 仁川広域市          | 弥鄒忽区            |
| 158    | 済物浦駅 (仁川大学校済物浦キャンパス) | 제물포역 (인천대학교 제물포캠퍼스) | Jemulpo (Univ. of Incheon Jemulpo Campus)                          | 1.0            | 102.7          | \|       | ●        | ●        |                                           | 仁川広域市          | 弥鄒忽区            |
| 159    | 桃源駅                                | 도원역                             | Dowon                                                              | 1.4            | 104.1          | \|       | ●        | \|       |                                           | 仁川広域市          | 東区                |
| 160    | 東仁川駅                              | 동인천역                           | Dongincheon                                                        | 1.2            | 105.3          | ◎        | ●        | ◎        |                                           | 仁川広域市          | 中区                |
| 161    | 仁川駅 (チャイナタウン)               | 인천역 (차이나타운)                | Incheon (Chinatown)                                                | 1.9            | 107.2          |          | ◎        |          | 韓国鉄道公社：水仁・盆唐線 (K272)         | 仁川広域市          | 中区                |

### 京釜高速線
| 駅番号 | 駅名       | 駅名       | 駅名                | 駅間 キロ (km) | 累計 キロ (km) | 接続路線                                             | 所在地              |
| 駅番号 | 日本語     | ハングル   | 英語                | 駅間 キロ (km) | 累計 キロ (km) | 接続路線                                             | 所在地              |
| ------ | ---------- | ---------- | ------------------- | -------------- | -------------- | ---------------------------------------------------- | ------------------- |
| P144   | 衿川区庁駅 | 금천구청역 | Geumcheon-gu Office | 1.2            | 86.7           | 韓国鉄道公社：京釜本線（永登浦駅 (139)まで直通運転） | ソウル特別市 衿川区 |
| P144-1 | 光明駅     | 광명역     | Gwangmyeong         | 4.7            | 91.4           | 韓国鉄道公社：KTX                                    | 京畿道 光明市       |

### 餅店基地線
| 駅番号 | 駅名            | 駅名            | 駅名                       | 駅間 キロ (km) | 累計 キロ (km) | 接続路線                           | 所在地 | 所在地 |
| 駅番号 | 日本語          | ハングル        | 英語                       | 駅間 キロ (km) | 累計 キロ (km) | 接続路線                           | 所在地 | 所在地 |
| ------ | --------------- | --------------- | -------------------------- | -------------- | -------------- | ---------------------------------- | ------ | ------ |
| P157   | 餅店駅 (韓神大) | 병점역 (한신대) | Byeongjeom (Hanshin Univ.) | 4.3            | 117.2          | 韓国鉄道公社：京釜本線（直通運転） | 京畿道 | 華城市 |
| P157-1 | 西東灘駅        | 서동탄역        | Seodongtan                 | 2.2            | 119.4          |                                    | 京畿道 | 烏山市 |

## 使用車両

### 韓国鉄道公社
- 1000系電車：10両編成（京釜電鉄線は通常、西東灘駅までの乗り入れ、光明シャトルには使用されない）
  - 2015年から、龍山～東仁川間急行のみ運行。

- 311000系電車（5000系電車）・ 341000系電車：10両編成（光明シャトル、永登浦駅～京釜線～餅店駅間の急行以外全列車で使用）
- 319000系電車：4両編成（光明シャトル、永登浦駅～京釜線～餅店駅間の急行で使用される）

### ソウル交通公社
- 旧1000系電車
- 1000系電車
  - いずれも10両編成。京釜電鉄線は西東灘駅まで・京元電鉄線は楊州駅までの乗り入れであり、急行電車には使用されない。